# Губка Боб Квадратні Штани (персонаж)
Роберт Гарольд «Губка Боб» Квадратні Штани (англ. Robert Harold "SpongeBob" SquarePants) — головний герой американського однойменного мультсеріалу, прем'єра якого відбулась 1 травня 1999 року на каналі Nickelodeon, який став одним із найпопулярніших анімаційних програм телебачення. Персонаж був придуманий морським біологом і аніматором Стівеном Гілленбургом. В оригінальному англомовному озвученні персонаж розмовляє голосом Тома Кенні, в Україні цього персонажа озвучили і дублювали актори — Олена Бліннікова (двоголосе закадрове озвучення Нового каналу), Олександр Чмихалов (багатоголосе закадрове озвучення СТБ/QTV, до 189 серії), Дмитро Рассказов-Тварковський (багатоголосе закадрове озвучення QTV, зі 191 серії), Павло Скороходько (дубляж ПлюсПлюс),  Євген Локтіонов (дубляж ПлюсПлюс, 119-132 серії, дубляж другого повнометражного фільму і третього повнометражного фільму), Дмитро Терещук (двоголосе закадрове озвучення першого повнометражного фільму, Новий канал), Сергій Ладєсов (багатоголосе закадрове озвучення другого повнометражного фільму, К1)
Станом на фільм 2020 «Губка Боб: Втеча Губки», Губка Боб пішов, щоб стати талісманом Nickelodeon Movies і ознаками в їх логотип виробництва.

## Біографія
Губка Боб народився 14 липня, 1986 року в родині Маргарет та Гарольда Квадратні Штани. З дитинства він мріяв працювати у Красті Крабс. Також він з дитинства, майже з народження, дружить з Патріком. У 1990 році він забрав Гері з притулку для хатніх тварин. Трохи подорослішавши, він хотів купити житло у Бікіні-Боттом. Йому не підходило жодне житло, але на клумбу Сквідварда впав ананас, який став його домівкою. Він почав навчатися у школі пані Пафф, щоб скласти іспит на отримання водійського посвідчення. На  момент 1-ї серії йому було 13 років і він влаштувався до Красті Крабс. Через кілька днів він потоваришував із Сенді, Ларі, Планктоном та Карен. Згодом він познайомився із Перл. Далі вже йдуть його пригоди у мультсеріалі.

## Загальні відомості

### Місце проживання
Губка Боб живе зі своїм вихованцем — равликом Гері — у великому будинку-ананасі на Кораловій вулиці 124 в місті Бікіні-Боттом, яке розташоване під водою близько реального тропічного острова в Атолі Бікіні. Його сусіди: Сквідвард Щупаленко — який проживає в будинку, схожому на статую з острова Пасхи, і Патрік Зірко — морська зірка, яка живе під каменем.
Дім Губки Боба дуже великий. Він двоповерховий з виходом на дах. На першому поверсі розташована вітальня, кухня, комірчина. На другому поверсі розташована бібліотека, спальня, вбиральня. Дім Губки Боба — це ананас, який впав з корабля, і став домом Губки Боба. Раніше на цьому місці була клумба Сквідварда. Тому навколо будинку ростуть квіти.

### Інтереси
- Полювання на медуз. Губка Боб зловив, дав ім'я і відпустив на волю кожну медузу з Полів Медуз (англ. Jellyfish fields) як мінімум один раз, останньою спійманою стала блакитна медуза, що отримала ім'я Друг. Також Губка Боб отримує з медуз желе, яке дуже подобається мешканцям Бікіні Боттом. Часто в полюванні на медуз бере участь і Патрік. Губці доводилося бачити Короля та Королеву Медуз. Одного разу він захищав Поля від Планктона, який хотів збудувати на них шосе.
- Бульбашки. Губка Боб — майстер з пускання мильних бульбашок. Він може видувати бульбашки найрізноманітніших форм та розмірів, які лопаються з різними звуками, він навіть вчив цьому Патріка і Сквідварда в серії "Bubble stand". У серії "Culture Shock" Губка Боб хотів брати участь у конкурсі талантів з бульбашкою, що танцює, а в серії "Bubble Buddy" він зробив бульбашку, схожу на людину, своїм другом. Щоправда, його не злюбили інші жителі Бікіні Боттом і вирішили його протикнути . Але Баббл Бадді поїхав на мильному таксі. А в серії "Що сталося з Губкою Бобом?" він врятував сусіднє від Бікіні Боттом місто Нью-Келп, через любов до мильної бульбашки. Також в одній із серій він навіть зміг помістити всіх жителів Бікіні-Боттома і свій будинок в мильну бульбашку.
- "Хто кого передивиться". У деяких серіях Губка Боб і Патрік грають в цю гру. Іноді до них приєднувався Сквідвард.
- Морський Супермен і Причепа. Губка Боб і Патрік часто дивляться шоу Морського Супермена і Причепи, а іноді зустрічають їх самих і допомагають їм боротися зі злом (хоч частіше набридають, і супергерої не завжди раді їх бачити).
- Карате. Губка Боб займається карате зі своєю подругою , білкою Сенді , дуже давно. Не зважаючи на те, що Губка Боб досить слабкий, він добре займається карате. В одній серії Губка Боб так захопився карате, що у себе на роботі покалатав відвідувачів, Сквідварда і Містера Крабса, причому за це його ледь не звільнили. З того часу Губка Боб займається карате тільки з Сенді.
- Кермування. Губка Боб відвідує школу кермування катерів і мріє отримати права. Але це йому ніяк не вдається. Навіть тоді, коли він нарешті отримує права, то в тій же самій серії їх позбавляється. Його вчителька місіс Пафф вже звикла до того, що Губка Боб не може скласти іспит, і, на її думку, він ніколи не отримає права. Попри ці невдачі, Губка Боб все одно намагається отримати їх і вірить у свої сили. Хоча можна звернути увагу на те, що теорію він знає добре. В одній із серій він майстерно кермував з зав'язаними очима. Є припущення про страх водіння.
- Робота в Красті Крабс. Губка Боб працює кухарем в ресторані "Красті Краб". Також він там працює прибиральником, інколи касиром, офіціантом і інколи його залишають за головного.

### Поведінка
Поведінка Губки Боба дитяча, він радіє усьому, і завжди намагається вибратись із халепи. Однак, він часто плаче і ображається.

### Характер
Губка Боб — неухильно оптимістичний, добрий, кумедний, працьовитий, надійний персонаж, проте, він занадто наївний.

### Зовнішність
Губка Боб — морська губка жовтого кольору, хоч виглядає, як кухонна. Ось деякі ознаки, за якими його можна впізнати: великі блакитні очі, багато дірочок по всьому тілу та рот з різцями, що виступають назовні, ямочками на щоках та веснянками. За бажанням він може змінювати форму, а також довжину і форму рук, втягувати їх в себе. Зазвичай він одягає білу сорочку з коротким рукавом, червону краватку та коричневі квадратні штани, звідси і його прізвище. Його штани підтримуються чорним ременем. На ногах — чорні черевики з білими шнурками, зі шкарпетками в синьо-червону смужку. 

### Розумові здібності
Губка Боб не надто кмітливий, зазвичай на думку йому спадають дурні ідеї.

## Родина
Мати Губки Боба звати Маргарет, а батька -  Гарольд. В Губки Боба є бабуся, яка проживає в Бікіні-Боттом. В нього є покійний дідусь. У майбутньому в нього буде онук. Губка Боб з повагою та любов'ю ставиться до своїх родичів, окрім Блек Джека, якого він боявся.  
|                            |                            |                            |                            | Примат Губка               |                            |                        |                        |                        |                        |                        |                        |                           |                           |                           |                           |                              |                              |                              |                              |                              |                              |  |  |                             |                             |                             |                             |                             |                             |  |  |
|                            |                            |                            |                            |                            |                            |                        |                        |                        |                        |                        |                        |                           |                           |                           |                           |                              |                              |                              |                              |                              |                              |  |  |                             |                             |                             |                             |                             |                             |  |  |
|                            |                            |                            |                            |                            |                            |                        |                        |                        |                        |                        |                        |                           |                           |                           |                           |                              |                              |                              |                              |                              |                              |  |  |                             |                             |                             |                             |                             |                             |  |  |
|                            |                            |                            |                            |                            |                            |                        |                        |                        |                        |                        |                        |                           |                           |                           |                           |                              |                              |                              |                              |                              |                              |  |  |                             |                             |                             |                             |                             |                             |  |  |
|                            |                            |                            |                            | Багато років тому...       |                            |                        |                        |                        |                        |                        |                        |                           |                           |                           |                           |                              |                              |                              |                              |                              |                              |  |  |                             |                             |                             |                             |                             |                             |  |  |
|                            |                            |                            |                            |                            |                            |                        |                        |                        |                        |                        |                        |                           |                           |                           |                           |                              |                              |                              |                              |                              |                              |  |  |                             |                             |                             |                             |                             |                             |  |  |
|                            |                            |                            |                            |                            |                            |                        |                        |                        |                        |                        |                        |                           |                           |                           |                           |                              |                              |                              |                              |                              |                              |  |  |                             |                             |                             |                             |                             |                             |  |  |
|                            |                            |                            |                            |                            |                            |                        |                        |                        |                        |                        |                        |                           |                           |                           |                           |                              |                              |                              |                              |                              |                              |  |  |                             |                             |                             |                             |                             |                             |  |  |
|                            |                            |                            |                            | Губ-Губ Квадратні Штани    |                            |                        |                        |                        |                        |                        |                        |                           |                           |                           |                           |                              |                              |                              |                              |                              |                              |  |  |                             |                             |                             |                             |                             |                             |  |  |
|                            |                            |                            |                            |                            |                            |                        |                        |                        |                        |                        |                        |                           |                           |                           |                           |                              |                              |                              |                              |                              |                              |  |  |                             |                             |                             |                             |                             |                             |  |  |
|                            |                            |                            |                            |                            |                            |                        |                        |                        |                        |                        |                        |                           |                           |                           |                           |                              |                              |                              |                              |                              |                              |  |  |                             |                             |                             |                             |                             |                             |  |  |
|                            |                            |                            |                            |                            |                            |                        |                        |                        |                        |                        |                        |                           |                           |                           |                           |                              |                              |                              |                              |                              |                              |  |  |                             |                             |                             |                             |                             |                             |  |  |
|                            |                            |                            |                            | Багато років тому...       |                            |                        |                        |                        |                        |                        |                        |                           |                           |                           |                           |                              |                              |                              |                              |                              |                              |  |  |                             |                             |                             |                             |                             |                             |  |  |
|                            |                            |                            |                            |                            |                            |                        |                        |                        |                        |                        |                        |                           |                           |                           |                           |                              |                              |                              |                              |                              |                              |  |  |                             |                             |                             |                             |                             |                             |  |  |
|                            |                            |                            |                            |                            |                            |                        |                        |                        |                        |                        |                        |                           |                           |                           |                           |                              |                              |                              |                              |                              |                              |  |  |                             |                             |                             |                             |                             |                             |  |  |
|                            |                            |                            |                            |                            |                            |                        |                        |                        |                        |                        |                        |                           |                           |                           |                           |                              |                              |                              |                              |                              |                              |  |  |                             |                             |                             |                             |                             |                             |  |  |
|                            |                            |                            |                            | Губка Бак Квадратні Штани  |                            |                        |                        |                        |                        |                        |                        |                           |                           |                           |                           |                              |                              |                              |                              |                              |                              |  |  |                             |                             |                             |                             |                             |                             |  |  |
|                            |                            |                            |                            |                            |                            |                        |                        |                        |                        |                        |                        |                           |                           |                           |                           |                              |                              |                              |                              |                              |                              |  |  |                             |                             |                             |                             |                             |                             |  |  |
|                            |                            |                            |                            |                            |                            |                        |                        |                        |                        |                        |                        |                           |                           |                           |                           |                              |                              |                              |                              |                              |                              |  |  |                             |                             |                             |                             |                             |                             |  |  |
|                            |                            |                            |                            |                            |                            |                        |                        |                        |                        |                        |                        |                           |                           |                           |                           |                              |                              |                              |                              |                              |                              |  |  |                             |                             |                             |                             |                             |                             |  |  |
|                            |                            |                            |                            | Багато років тому...       |                            |                        |                        |                        |                        |                        |                        |                           |                           |                           |                           |                              |                              |                              |                              |                              |                              |  |  |                             |                             |                             |                             |                             |                             |  |  |
|                            |                            |                            |                            |                            |                            |                        |                        |                        |                        |                        |                        |                           |                           |                           |                           |                              |                              |                              |                              |                              |                              |  |  |                             |                             |                             |                             |                             |                             |  |  |
|                            |                            |                            |                            |                            |                            |                        |                        |                        |                        |                        |                        |                           |                           |                           |                           |                              |                              |                              |                              |                              |                              |  |  |                             |                             |                             |                             |                             |                             |  |  |
|                            |                            |                            |                            |                            |                            |                        |                        |                        |                        |                        |                        |                           |                           |                           |                           |                              |                              |                              |                              |                              |                              |  |  |                             |                             |                             |                             |                             |                             |  |  |
|                            |                            |                            |                            | Бабуся Квадратні Штани     | Бабуся Квадратні Штани     | Бабуся Квадратні Штани | Бабуся Квадратні Штани | Бабуся Квадратні Штани | Бабуся Квадратні Штани |                        |                        | Дідусь Квадратні Штани    | Дідусь Квадратні Штани    | Дідусь Квадратні Штани    | Дідусь Квадратні Штани    | Дідусь Квадратні Штани       | Дідусь Квадратні Штани       |                              |                              |                              |                              |  |  |                             |                             |                             |                             |                             |                             |  |  |
|                            |                            |                            |                            | Бабуся Квадратні Штани     | Бабуся Квадратні Штани     | Бабуся Квадратні Штани | Бабуся Квадратні Штани | Бабуся Квадратні Штани | Бабуся Квадратні Штани |                        |                        | Дідусь Квадратні Штани    | Дідусь Квадратні Штани    | Дідусь Квадратні Штани    | Дідусь Квадратні Штани    | Дідусь Квадратні Штани       | Дідусь Квадратні Штани       |                              |                              |                              |                              |  |  |                             |                             |                             |                             |                             |                             |  |  |
|                            |                            |                            |                            |                            |                            |                        |                        |                        |                        |                        |                        |                           |                           |                           |                           |                              |                              |                              |                              |                              |                              |  |  |                             |                             |                             |                             |                             |                             |  |  |
|                            |                            |                            |                            |                            |                            |                        |                        |                        |                        |                        |                        |                           |                           |                           |                           |                              |                              |                              |                              |                              |                              |  |  |                             |                             |                             |                             |                             |                             |  |  |
| Шерм Квадратні Штани       | Шерм Квадратні Штани       | Шерм Квадратні Штани       | Шерм Квадратні Штани       | Шерм Квадратні Штани       | Шерм Квадратні Штани       |                        |                        | Гаролд Квадратні Штани | Гаролд Квадратні Штани | Гаролд Квадратні Штани | Гаролд Квадратні Штани | Гаролд Квадратні Штани    | Гаролд Квадратні Штани    |                           |                           | Клер Гретчен Квадратні Штани | Клер Гретчен Квадратні Штани | Клер Гретчен Квадратні Штани | Клер Гретчен Квадратні Штани | Клер Гретчен Квадратні Штани | Клер Гретчен Квадратні Штани |  |  | Капітан Блу Квадратні Штани | Капітан Блу Квадратні Штани | Капітан Блу Квадратні Штани | Капітан Блу Квадратні Штани | Капітан Блу Квадратні Штани | Капітан Блу Квадратні Штани |  |  |
| Шерм Квадратні Штани       | Шерм Квадратні Штани       | Шерм Квадратні Штани       | Шерм Квадратні Штани       | Шерм Квадратні Штани       | Шерм Квадратні Штани       |                        |                        | Гаролд Квадратні Штани | Гаролд Квадратні Штани | Гаролд Квадратні Штани | Гаролд Квадратні Штани | Гаролд Квадратні Штани    | Гаролд Квадратні Штани    |                           |                           | Клер Гретчен Квадратні Штани | Клер Гретчен Квадратні Штани | Клер Гретчен Квадратні Штани | Клер Гретчен Квадратні Штани | Клер Гретчен Квадратні Штани | Клер Гретчен Квадратні Штани |  |  | Капітан Блу Квадратні Штани | Капітан Блу Квадратні Штани | Капітан Блу Квадратні Штани | Капітан Блу Квадратні Штани | Капітан Блу Квадратні Штани | Капітан Блу Квадратні Штани |  |  |
|                            |                            |                            |                            |                            |                            |                        |                        |                        |                        |                        |                        |                           |                           |                           |                           |                              |                              |                              |                              |                              |                              |  |  |                             |                             |                             |                             |                             |                             |  |  |
|                            |                            |                            |                            |                            |                            |                        |                        |                        |                        |                        |                        |                           |                           |                           |                           |                              |                              |                              |                              |                              |                              |  |  |                             |                             |                             |                             |                             |                             |  |  |
| Стенлі Сет Квадратні Штани | Стенлі Сет Квадратні Штани | Стенлі Сет Квадратні Штани | Стенлі Сет Квадратні Штани | Стенлі Сет Квадратні Штани | Стенлі Сет Квадратні Штани |                        |                        |                        |                        |                        |                        | Губка Боб Квадратні Штани | Губка Боб Квадратні Штани | Губка Боб Квадратні Штани | Губка Боб Квадратні Штани | Губка Боб Квадратні Штани    | Губка Боб Квадратні Штани    |                              |                              |                              |                              |  |  | Тодд Квадратні Штани        | Тодд Квадратні Штани        | Тодд Квадратні Штани        | Тодд Квадратні Штани        | Тодд Квадратні Штани        | Тодд Квадратні Штани        |  |  |
| Стенлі Сет Квадратні Штани | Стенлі Сет Квадратні Штани | Стенлі Сет Квадратні Штани | Стенлі Сет Квадратні Штани | Стенлі Сет Квадратні Штани | Стенлі Сет Квадратні Штани |                        |                        |                        |                        |                        |                        | Губка Боб Квадратні Штани | Губка Боб Квадратні Штани | Губка Боб Квадратні Штани | Губка Боб Квадратні Штани | Губка Боб Квадратні Штани    | Губка Боб Квадратні Штани    |                              |                              |                              |                              |  |  | Тодд Квадратні Штани        | Тодд Квадратні Штани        | Тодд Квадратні Штани        | Тодд Квадратні Штани        | Тодд Квадратні Штани        | Тодд Квадратні Штани        |  |  |
|                            |                            |                            |                            |                            |                            |                        |                        |                        |                        |                        |                        |                           |                           |                           |                           |                              |                              |                              |                              |                              |                              |  |  |                             |                             |                             |                             |                             |                             |  |  |
|                            |                            |                            |                            |                            |                            |                        |                        |                        |                        |                        |                        |                           |                           |                           |                           |                              |                              |                              |                              |                              |                              |  |  |                             |                             |                             |                             |                             |                             |  |  |
|                            |                            |                            |                            |                            |                            |                        |                        |                        |                        |                        |                        | За багато років...        |                           |                           |                           |                              |                              |                              |                              |                              |                              |  |  |                             |                             |                             |                             |                             |                             |  |  |
|                            |                            |                            |                            |                            |                            |                        |                        |                        |                        |                        |                        |                           |                           |                           |                           |                              |                              |                              |                              |                              |                              |  |  |                             |                             |                             |                             |                             |                             |  |  |
|                            |                            |                            |                            |                            |                            |                        |                        |                        |                        |                        |                        |                           |                           |                           |                           |                              |                              |                              |                              |                              |                              |  |  |                             |                             |                             |                             |                             |                             |  |  |
|                            |                            |                            |                            |                            |                            |                        |                        |                        |                        |                        |                        |                           |                           |                           |                           |                              |                              |                              |                              |                              |                              |  |  |                             |                             |                             |                             |                             |                             |  |  |
|                            |                            |                            |                            |                            |                            |                        |                        |                        |                        |                        |                        |                           |                           |                           |                           |                              |                              |                              |                              |                              |                              |  |  |                             |                             |                             |                             |                             |                             |  |  |

|  |  |  |  |  |  |  |  |  |  | Губка Трон Квадратні Штани | Губка Трон Квадратні Штани | Губка Трон Квадратні Штани | Губка Трон Квадратні Штани | Губка Трон Квадратні Штани | Губка Трон Квадратні Штани |  |  |  |  | 500 клонів Губки Трона | 500 клонів Губки Трона | 500 клонів Губки Трона | 500 клонів Губки Трона | 500 клонів Губки Трона | 500 клонів Губки Трона |  |  |
|  |  |  |  |  |  |  |  |  |  | Губка Трон Квадратні Штани | Губка Трон Квадратні Штани | Губка Трон Квадратні Штани | Губка Трон Квадратні Штани | Губка Трон Квадратні Штани | Губка Трон Квадратні Штани |  |  |  |  | 500 клонів Губки Трона | 500 клонів Губки Трона | 500 клонів Губки Трона | 500 клонів Губки Трона | 500 клонів Губки Трона | 500 клонів Губки Трона |  |  |

## Стосунки

### Патрік Зірка
Губка Боб та Патрік товаришують або з народження, або з 4 років. Вони найкращі друзі у світі і назавжди. У них багато спільних інтересів. Але інколи вони сваряться, проте, це не надовго. Також вони сусіди.

### Сквідвард Щупальці
Сквідвард і Губка Боб сусіди й колеги. Сквідвард ненавидить Губку Боба, але Губка Боб вважає Сквідварда найкращим другом і любить його. Губка Боб дратує Сквідварда. Проте, в серії "Нічна зміна" Сквідвард сказав, що любить Губку Боба по-своєму.

### Сенді Чікс
Сенді й Губка Боб добрі друзі. Проте інколи Губка Боб дратує Сенді. Сенді та Губка Боб разом займаються карате. Губка Боб часто підтримує Сенді.

### Пан Крабс
Пан Крабс — шеф Губки Боба. Губка Боб вважає пана Крабса найкращим босом. Крабс ставиться до Губки Боба, як до рідного сина, але інколи Крабс експлуатував Губку Боба, за що потім шкодував. Але в більшості випадків Губка Боб та Пан Крабс — друзі.

### Гері Равлик
Гері — домашній равлик Губки Боба. Губка Боб забрав Гері з Притулку для Тварин майже тоді, коли потоваришував з Патріком. Губка Боб годує Гері, а Гері робить хатню роботу, проте інколи Губка Боб забуває його нагодувати.

### Шелдон Планктон
Губка Боб завжди зупиняє Планктона, коли той хоче викрасти Секретну Формулу Крабових петті. Але Губка Боб часто допомагає Планктону, і коли Планктон не намагається викрасти рецепт, Губка Боб ввічливий із ним.

### Пані Пафф
Пані Пафф, вчителька Губки Боба, подібно до Сквідварда ненавидить Губку Боба через те, що через нього вона потрапляє або у лікарню, або у в'язницю. Вона називає його "ненавчаємим учнем". Але часто пані Пафф захищає Губку Боба і трохи позитивно його сприймає.

### Перл Крабс
Перл у 1-2 сезонах добре ставиться до Губки Боба, у 5-7 сезонах вона до нього ставиться погано, у 8 сезоні коли добре, коли не сильно. Губка Боб нерідко допомагав Перл. Але, коли Перл сердита на нього, Губка Боб цього не розуміє.

### Карен Планктон
Карен нейтрально ставиться до Губки Боба, а Губка Боб до неї з повагою.

## Цікаві факти
- На честь Губки Боба названий вид грибів - Spongiforma squarepantsii. Вчені з Міжнародного інституту дослідження видів при Університеті штату Аризона визнали його одним з десяти найбільш чудових видів живих істот, описаних у 2011 році.[2][3]
- Губка Боб іноді користується окулярами. Зокрема, він одягає їх, коли хоче почитати книгу або коли збирається полювати на медуз. Окуляри Губки Боба за формою схожі на окуляри Тома Кенні, актора, який озвучує Губку Боба.
- Вважається, що першою фразою, яку виголосив Губка Боб, було: «Чи можу я прийняти замовлення?», але в епізоді "Застряглий в холодильнику" показують Губку Боба, що знаходиться в утробі матері й він вимовляє фразу «Крабсбургер». Таким чином, виходить, що саме ці слова були першими, сказаними Губка Бобом.
- Попри свій добрий і м'який характер, Губка Боб ніколи не упускає шанс помститися, якщо хто-небудь його зрадив чи постійно користується ним. У цих питаннях він принциповий, і навіть своїм друзям не чинить жодних потурань. Однак, при цьому є персонаж, який дивним чином майже завжди уникав відплати — Сквідвард. Від Губки Боба йому дісталося по заслузі всього два рази. Мало того, в одному з цих випадків, помста Губки Боба була спрямована не конкретно проти Сквідварда.
- Губка Боб з'являвся у кожній серії.
- Губка Боб - амбідекстр.